# 陳倩雯 (香港)
陳倩雯（英語：Nicole Chan Sin-man），民建聯成員，曾任張國鈞議員助理，現任律政司副司長政治助理。

## 簡歷
陳倩雯2016年至2022年任立法會議員辦事處項目統籌主任，協助組織及推廣多項法律普及教育活動，擁有香港理工大學理學士（榮譽）學位。她是民主建港協進聯盟成員。